# Chetogena cirrata
Chetogena cirrata là một loài ruồi trong họ Tachinidae.